# توماس ديكل
توماس ديكل (31 يوليو 1897 في نيوزيلندا - 18 فبراير 1969) (بالإنجليزية: Thomas Dickel)‏ هو لاعب كريكت نيوزلندي.

## وصلات خارجية
- توماس ديكل على موقع إي آس بي آن كريك إنفو (الإنجليزية)